# Shakira
Shakira Isabel Mebarak Ripoll (Barranquilla, Kolumbia, 1977. február 2. –) négyszeres Grammy-díjas kolumbiai énekes-dalszerző, zenész, producer, táncos és filantróp, aki Latin-Amerikában az 1990-es évek közepétől a latin Funk-rock zene egyik legnagyobb alakja, a 2000-es évektől pedig már többféle hangszereléssel a világ egyik legsikeresebb előadóművésze. Anyanyelvén, a spanyolon kívül folyékonyan beszél katalánul, angolul, portugálul, olaszul és egy kicsit arabul és franciául is.
2001-ben megjelent első angol nyelvű lemeze, a Laundry Service az egész világon ismertté tette, melyből 15 millió példány talált gazdára világszerte. A BMI szerint Shakira a legtöbb lemezt eladó kolumbiai zenész, több mint 70 millió lemezzel. Számos zenei díjat nyert világszerte, többek között 8 Latin Grammy-díjat, 2 Grammy-t, 15 Billboard Music Awards díjat, 5 MTV Video Music Awards díjat, egy People’s Choice Awards díjat és Golden Globe-díjra is jelölték. Szintén ő az egyetlen dél-amerikai művész, aki első helyezéseket ért el az amerikai, ausztrál és angol listákon.

## Kezdetek
Shakira Nidya del Carmen Ripoll Torrado és a libanoni származású William Mebarak Chadid egyetlen közös gyermeke. Nyolc idősebb féltestvére van apja előző házasságából: négy fiú (Alberto, Edward, Moises és Tonio) és négy lány (Ana, Lucy, Patricia és Robin). Tizenöt évesen kezdett el hastáncolni.
Neve, Shakira arabul bájos nőt jelent (ez a női alakja a Shakir névnek), Shakira azonban úgy véli, jobban illik rá a név másik jelentése: hálás.
Gyermekkorának nagy részét Barranquillában töltötte, Kolumbia északi részén.
Első versét már négyéves korában megírta La Rosa De Cristal (Kristályrózsa) címmel. Ahogy idősödött, egyre jobban izgatta az írás, míg a hetedik születésnapjára egy írógépet kért a szüleitől. A verseket, amelyeket írt, később dalba foglalta. Nyolcévesen, miután az egyik testvére meghalt motorbalesetben, Shakira megírta első dalát, a Tus Gafas Oscuras-t (Sötét szemüveged). A baleset után az apja éveken keresztül sötét szemüveget hordott, hogy eltakarja fájdalmát. Ez adta Shakirának az ihletet a dal megírásához.
Amikor négyéves volt, az apja elvitte egy közel-keleti étterembe, ahol Shakira először hallotta a doumbeket, azt a hagyományos dobot, amit az arabok tipikusan a hastáncos zenéhez használnak. Shakira elkezdett az asztalon táncolni, majd az egész étterem tapsviharban tört ki. Ekkor volt az a pillanat, amikor Shakira elhatározta, hogy előadó szeretne lenni. Imádott énekelni, de a tanára az iskolában nem engedte, hogy a katolikus kórusban énekeljen, mondván, hogy túl erős a hangja. Az iskolában csak a hastáncos lányként ismerték, hiszen minden pénteken az iskolában előadott egy hastánc számot. „Így fedeztem fel a szenvedélyt az élő fellépésekben” – mondja Shakira.
Tíz és tizenhárom éves kora között számos rendezvényre meghívták fellépni. Szülővárosában így ismertté vált.

## Pályafutása

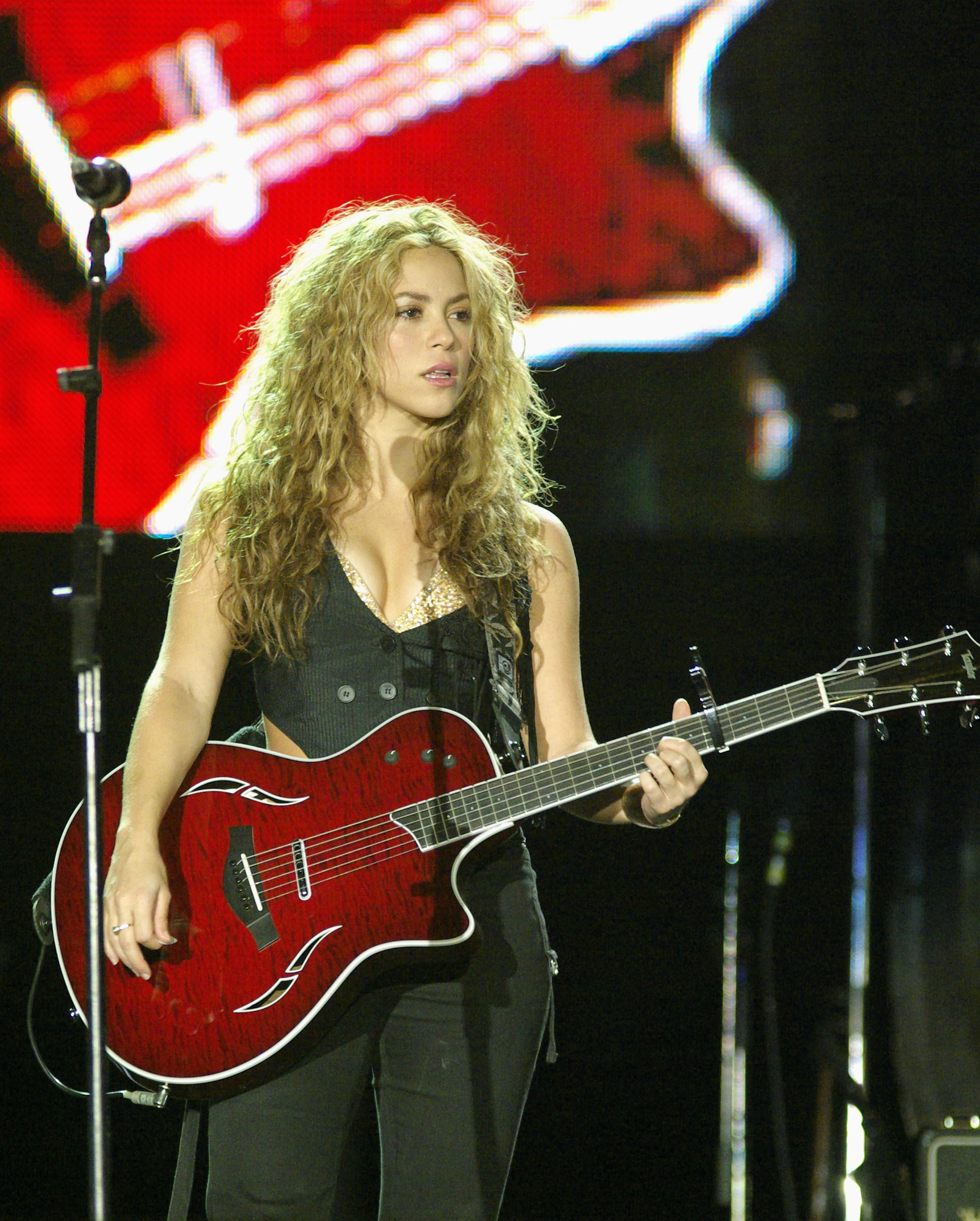
Rock in Rio (2008)

Miután az első két lemezét helyi producerekkel készítette el, a sikerek elmaradtak. Shakira elhatározta, hogy kezébe veszi a dolgokat és a harmadik lemezét egyedül fogja felvenni. 1995-ben Pies descalzos címmel a boltokba került az énekesnő harmadik lemeze, ami meghozta neki a várva várt sikert, szerte Latin-Amerikában és Spanyolországban ismertté vált. 1996-ban a legtöbb példányban eladott spanyol nyelvű album lett. 1997-ben, 20 éves korában létrehozott egy jótékonysági alapítványt, melynek neve Pies Descalzos Foundation (angolul Barefoot Foundation). Az alapítvány a kolumbiai gyermekszegénység ellen küzd. 1998-ban megjelent negyedik stúdióalbuma, a ¿Dónde están los ladrones? már nemcsak a spanyol nyelvű országokban hódított, hanem a világ más tájain is, különösen az USA-ban.
2001-ben megjelent első angol nyelvű lemeze, a Laundry Service az egész világon ismertté tette, melyből 15 millió példány talált gazdára világszerte. Négy évvel később Shakira egy dupla-albumos projektbe kezdett, 2005-ben két lemeze is megjelent, Fijación Oral Vol. 1 és Oral Fixation Vol. 2, előbbi spanyol, utóbbi pedig angol nyelven. Mindkét lemez milliós példányszámban kelt el, ráadásul 2006-ban megjelent dala, a Hips Don’t Lie a 2000-es évek legnagyobb példányszámban eladott dalává vált.
Ismét négy év hiátus után 2009-ben Shakira új lemezzel jelentkezett She Wolf címmel.
2010-ben Shakira Waka Waka című dalát 2010-es labdarúgó-világbajnokság hivatalos indulójának választották. A dalt több mint négymillióan töltötték le hivatalosan az internetről, ezáltal a legnagyobb példányszámban eladott labdarúgó-világbajnokság-dal lett. A hivatalos videóklip elérte az négymilliárdos nézettséget a YouTube-on. Shakira a harmadik előadó a világon, akinek a klipjeit több, mint hárommilliárdan nézték meg online.
Shakirának 2010-ben jelent meg kilencedik lemeze, Sale el Sol címmel. Az album tartalmazza a Waka Waka című sláger mixelt változatát, illetve a Loca és a Rabiosa slágereket is. Még ebben az évben elkezdi világ körüli turnéját, The Sun Comes Out World Tour néven.
A világhírű énekesnőnek 2011-től csillaga van a hollywoodi hírességek sétányán.
2013. március 25-én kezdődött el a The Voice tehetségkutató 4. évada az Egyesült Államokban, melyben Shakira és Usher lettek a két új zsűritag. 2014. február 24-től a The Voice 6. évadában szintén ők voltak a zsűritagok.
2014. március 25-én jelent meg tizedik lemeze, Shakira címmel. Az albumon helyet kap több sláger is, mint az Empire, a Can't remember to forget you, amelyet Rihannával közösen készített. Shakira bemutatja a 2014-es labdarúgó-világbajnokságra írt dalait.
2015-ben Shakira közreműködik egy duett erejéig a mexikói spanyol rockot játszó Manával, valamint bejelenti, hogy új albumon kezd dolgozni. Ez év nyarán bejelentik, hogy Shakira részt vesz a Zootropolis – Állati nagy balhé filmben mint szinkronhang, valamint a film betétdalát is ő énekli. 2016 nyarán megjelenik Shakira és Carlos Vives közös duettje, a La bicicleta. A zene sikerét nemcsak a letöltések magas száma igazolja, hanem a két Latin Grammy-díj elnyerése is. Október végén Shakira bemutatja új kislemezét, melynek címe Chantaje. A dalban közreműködik Maluma is. A számból készült videóklip megdöntötte a nézettségi rekordokat.

## Díjak
A legfontosabb díjai:
- 2001: Best Latin Pop Album – MTV Unplugged
- 2006: Best Latin Rock/Alternative Album – Fijación Oral Vol. 1
- 2000: Best Female Pop Vocal Performance – Ojos Así
- 2002: Best Short Form Music Video – Suerte
- 2006: Record of the Year – La Tortura
- 2006: Album of the Year – Fijación Oral Vol. 1
- 2006: Song of the Year – La Tortura
- 2006: Best Female Pop Vocal Album – Fijación Oral Vol. 1
- 2006: Best Sound Engineering – Fijación Oral Vol.
- Grammy-jelölések: 7
- Megnyert Grammyk: 4

## Diszkográfia
Stúdióalbumok
- 1991: Magia (1991. június 24.)
- 1993: Peligro (1993. március 25.)
- 1996: Pies descalzos (1996. február 13.)
- 1998: ¿Dónde están los ladrones? (1998. szeptember 28.)
- 2001: Laundry Service / (Servicio de Lavandería) (2001. november 1.)
- 2005: Fijación Oral Vol. 1 (2005. június 6.)
- 2005: Oral Fixation Vol. 2 (2005. november 29.)
- 2009: She Wolf (2009. október 9.)
- 2010: Sale El Sol (2010)
- 2014: Shakira (2014. március 25.)
- 2017: El Dorado (2017. május 26.)
- 2024: Las mujeres ya no lloran (2024. március 22.)

Filmzenék (Soundtracks)
- 2007: Szerelem kolera idején (EP)
- 2016: Try Everything

Koncertfilm, koncertalbumok
- 2000: Shakira: MTV Unplugged (2000. február 8.)
- 2004: Live & Off the Record (CD & DVD; 2004. március 30.)
- 2007: Oral Fixation Tour (CD & DVD; 2007. november 13. / Blu-ray lemez megjelenése: 2007. december 18.)
- 2011: Live from Paris (CD/DVD, DVD, Blu-ray; 2011. december 6.)
- 2019: Shakira in Concert: El Dorado World Tour (2019. november 13.)

Egyéb albumok
- 1997: The Remixes (1997. október 21.)
- 2002: Colección de Oro (2002. január 22.)
- 2002: Grandes Éxitos (2002. november 5.)
- 2002: Laundry Service: Washed & Dried (2002. november 12.)
- 2006: Oral Fixation Volumes 1 & 2 (bónusz DVD-vel) (2006. november 27.)

## Kislemezei
- 1991: Magia
- 1991: Sueños
- 1991: Esta noche voy contigo
- 1991: Lejos de tu amor
- 1993: Peligro
- 1993: Brujería
- 1993: Eres
- 1993: Tú serás la historia de mi vida
- 1995: ¿Dónde estás corazón?
- 1996: Pies descalzos, sueños blancos
- 1996: Estoy aquí
- 1996: Un poco de amor
- 1996: Antología
- 1997: Se quiere, se mata
- 1998: Ciega, Sordomuda
- 1998: Tú
- 1999: Inevitable
- 1999: Octavo día
- 1999: Moscas en la casa
- 1999: Si te vas
- 1999: Ojos así/Eyes Like Yours
- 1999: No creo
- 2001: Whenever, Wherever
- 2001: Suerte
- 2002: Te aviso, te anuncio (tango)
- 2002: Te dejo Madrid
- 2002: Underneath Your Clothes
- 2002: Objection (Tango)
- 2002: Que me quedes tú
- 2003: The One
- 2003: Fool
- 2004: Poem to a horse
- 2005: La tortura (feat. Alejandro Sanz)
- 2005: No (feat. Gustavo Cerati)
- 2005: Don’t Bother
- 2006: Día de enero
- 2006: Hips Don’t Lie (feat. Wyclef Jean)
- 2006: Sera, Sera (Las Caderas No Mienten) feat. Wyclef Jean
- 2006: Illegal (feat. Carlos Santana)
- 2006: La pared
- 2006: Te lo agradezco, pero no (feat. Alejandro Sanz)
- 2007: Sí tu no vuelves (feat. Miguel Bosé)
- 2007: Hay amores
- 2007: Las de la intuición/Pure Intuition
- 2007: Beautiful Liar (feat. Beyoncé)
- 2009: She Wolf/Loba
- 2009: Give It Up to Me (feat. Lil Wayne)
- 2009: Did It Again/Lo Hecho Está Hecho
- 2009: La Tortura (ft. Alejandro Sanz)
- 2009: Whenever, Wherever
- 2010: Gypsy/ Gitana
- 2010: Waka Waka (This Time for Africa) feat. Freshlyground
- 2010: Waka Waka (Esto es África) feat. Freshlyground
- 2010: Loca (feat. Dizzee Rascal)
- 2010: Loca (feat. El Cata)
- 2011: Sale el sol
- 2011: Rabiosa feat. Pitbull (English Version)/ El Cata (Spanish version)
- 2011: Antes de las Seis
- 2011: Je L'aime a Mourir
- 2012: Addicted to You
- 2012: Get It Started (feat. Pitbull)
- 2014: Can't Remember to Forget You (feat. Rihanna)
- 2014: Nunca Me Acuerdo de Olvidarte
- 2014: Empire
- 2014: Dare (La La La)
- 2014: La La La (Spanish Version)
- 2014: La La La (Brazil 2014) feat. Carlinhos Brown
- 2014: La La La (Brasil 2014) Spanish Version feat. Carlinhos Brown
- 2015: Mi Verdad (feat. Maná)
- 2016: Try Everything
- 2016: La bicicleta (feat. Carlos Vives) (Spanish)
- 2016: Chantaje (feat. Maluma) (Spanish)
- 2017: Me Enamoré (Spanish)
- 2017: Perro Fiel (feat. Nicky Jam)
- 2018: Clandestino (with Maluma)
- 2020: Me Gusta (feat. Anuel AA)
- 2020: Girl like me (feat. The Black Eyed Peas) (English-Spanish)
- 2021: Don't wait up (English)
- 2022: Te Felicito (with Rauw Alejandro)
- 2022: Don't You Worry (feat. The Black Eyed Peas, David Guetta
- 2022: Monotonía (with Ozuna)
- 2023: Bzrp Music Sessions, Vol. 53 (with Bzrp)
- 2023: TQG (with Karol G)
- 2023: Acróstico

## Kereskedelmi tevékenységek
Shakira 2009-ben létrehozott egy saját márkát, egy új illatot. Az S by Shakira parfüm dallamos és harmonikus mint a zenéje. "Mint egy dal, a parfüm áll különböző hangokból, amelyek megteremtik a harmóniát" – mondta Shakira a sajtónak. A termék sikere után jön a folytatás. 2011-ben piacra dobja legújabb illatát az S by Shakira Eau Florale for women parfümöt. "Azt akartam, hogy az illat kifejezze a tiszta érzést és boldogságot", mondta Shakira. A következő parfümjei: Elixir by Shakira, S by Shakira Aquamarine, majd 2013-ban megjelent új illata, a Wild Elixir by Shakira.

## Magánélete
Shakira 2000-től a volt argentin elnök, Fernando de la Rúa egyik fiának, Antonio de la Rúának volt az élettársa. Shakira 2011 januárjában jelentette be, hogy ő és Antonio még 2010 augusztusában szakítottak. Gerard Piqué, volt az élettársa, akit 2011 tavaszán ismert meg. Első gyermekük, Milan Piqué Mebarak 2013. január 22-én, második gyerekük, Sasha Piqué Mebarak 2015. január 29-én született meg Barcelonában. 11 év után, 2022 júniusában szakítottak.
Shakira unokatestvére Valerie Domínguez kolumbiai modell.